# Глубокий Юг

Тёмно-красный цвет обозначает штаты, которые составляют Глубокий Юг сегодня. Прилегающие районы Восточного Техаса, Северной Флориды и Северо-Западной Флориды также считаются частью этого региона. Исторически сложилось, что именно эти семь штатов образовали Конфедеративные Штаты Америки

Глубокий Юг, или Дальний Юг (англ. Deep South), — обозначение географических и культурных регионов на Юге США. Исторически сложилось, что он отличается от Верхнего Юга как штаты, которые больше всего зависели от плантационного типа сельского хозяйства в период Гражданской войны в США. Глубокий Юг также называют Нижним Югом и Хлопковыми штатами. В первую очередь термин относится к штатам Алабама, Джорджия, Луизиана, Миссисипи и Южная Каролина. В меньшей степени это относится к Техасу, Флориде и Теннесси.

## Использование термина
Под «Глубоким Югом» могут подразумеваться:
- Штаты Джорджия, Алабама, Южная Каролина, Миссисипи и Луизиана[4].
- Иногда к ним также относят Техас[5] (из-за применения рабского труда и участия в конфедерации. Восточная часть штата одновременно является западной границей Глубокого Юга[4]), Арканзас (иногда[5][6], также считается «периферией Верхнего Юга»[7]) и Северную Флориду
- Семь штатов, отделившихся от США и стоявших у основания Конфедерации (в порядке выхода: Южная Каролина, Миссисипи, Флорида, Алабама, Джорджия, Луизиана и Техас), в которую в итоге входило двенадцать штатов.
- Большая часть «Медного пояса», простирающегося на востоке от Северной до Южной Каролины, а на западе — через штаты на тихоокеанском побережье до Восточного Техаса, также включая западную часть Теннесси и восточную часть Арканзаса в Заливе Миссисипи[8]. В данных пределах также расположен Чёрный пояс, который изначально носился к нагорным плато с плодородной почвы Алабамы и Миссисипи, где применялся труд невольников для выращивания хлопка. Термин активно применялся для большей части хлопкового пояса, на полях которого активно применялся труд чернокожих рабов.